# UMTC
UMTC is sinds november 1949 een studentenvereniging aan de Universiteit Utrecht en de Hogeschool Utrecht. UMTC behoort tot de zeven grote gezelligheidsverenigingen van Utrecht en telt momenteel 350 leden. De vereniging onderscheidt zich van andere verenigingen door haar kleinschalige karakter. Leden omschrijven de sociëteit vaak als hun tweede thuis, waar iedereen elkaar kent. Sinds 2015 UMTC is ook lid van de Federatie van Unitates en Bonden, een groep van middelgrote verenigingen in Nederland. 

## Kenmerken
De studentenvereniging bestaat uit verschillende verbanden. Activiteiten spelen zich vooral af binnen haar vele jaarclubs. Ook zijn er verschillende genootschappen en disputen waar de leden zich kunnen aansluiten. 

## Interne structuur
UMTC kent anno 2024 zes disputen: de damesdisputen Audacia, Panna Cotta, Fixut Maris en de ‘heerendisputen’ Avalokitesvara, Horologium Oscillatorium en Nobiscum. Daarnaast zijn er meerdere genootschappen: Muzikaal genootschap Den Gevoeligen Snaer, Toneelgenootschap Spot, Voetbalgenootschap Bal, Cultuurgenootschap Stijl, Voetbalgenootschap de ballerina's en Wijngenootschap Biberius Mero.
UMTC bestaat ook 14 commissies van elk ongeveer 10 leden, waaraan studenten vanaf het eerste jaar lid kunnen worden en er zijn drie commissiebesturen. Naast de gebruikelijke borrelavonden in de sociëteit worden er door deze commissies en commissiebesturen ook andere activiteiten georganiseerd op cultureel, sportief en ontspannend gebied. Daarnaast viert UMTC ieder jaar de dies van zowel de vereniging als van de sociëteit met twee feestweken. Ook zamelt UMTC ieder jaar geld in voor een goed doel tijdens de ‘Goededoelenweek’.

## Geschiedenis
Op 1 november 1949 werd het Utrechts Mechanisch Technologisch Corps (U.M.T.C.) opgericht door enkele studenten van de Middelbare Technische School (MTS) in Utrecht. De eerste praeses was de heer Borghaerts en de heer Niermans was de allereerste beschermheer. Er was al snel een clubblad onder de naam Sigma-T. Alleen mannen konden destijds lid worden van de vereniging.
In 1956 verhuisde het U.M.T.C. naar het nieuwe Hogeschoolgebouw (vanaf 1957: de Hogere Technische School; vanaf 1988 onderdeel van de Hogeschool Utrecht) aan de Oudenoord. Daar werd het eerste dispuut ‘De Bruyne Knoop’ opgericht en opende men in 1970 de sociëteit ‘HOBO’. Daarna volgde een periode waarin de vereniging, net als veel andere studentenverenigingen, het moeilijk had.
Halverwege de jaren tachtig nam het aantal leden weer toe. Vanwege de groei opende het UMTC in 1986 in het gebouw van de HTS aan de Oudenoord een nieuwe sociëteit genaamd Preludium. In 1989 zijn de jaarclubs geïntroduceerd: acht tot twaalf leden van dezelfde lichting vormden in hun eerste jaar een hechte vriendengroep. Vanaf 1991 konden ook vrouwelijke studenten lid worden van de vereniging. En op 26 juni van hetzelfde jaar verhuisde sociëteit Preludium ‘naar buiten’, naar Gruttersdijk 42.
Na bijna 50 jaar enkel gericht te zijn geweest op technische studenten, is het U.M.T.C. in 1997 een ‘hogeschool brede vereniging’ geworden. Nieuwe leden werden geworven tijdens de Utrechtse Introductie Tijd (de UIT). De deelname aan de UIT zorgde ervoor dat ook universitaire studenten lid wilden worden van de vereniging. Dat is mogelijk gemaakt in 1998.
Vanwege de groei en het veranderende karakter van de vereniging besloot ze haar naam in 2002 te veranderen. Het U.M.T.C. kon zich niet langer identificeren met het technische karakter, maar om haar geschiedenis niet te verloochenen werd gekozen om enkel afstand te doen van de oude betekenis. Het U.M.T.C. ging voortaan verder als studentenvereniging UMTC (SV UMTC), waarbij de puntjes tussen de letters zijn verdwenen.
In 2004 is de traditionele ontgroening afgeschaft om plaats te maken voor een vierdaagse introductie. Tevens was men genoodzaakt afscheid te nemen van de geliefde sociëteit aan de Gruttersdijk, maar al snel is een nieuw pand gevonden aan de Voorstraat. De nieuwe sociëteit is vernoemd naar de eerste praeses en oprichter van het UMTC, de heer Borghaerts. Sociëteit Borghaerts (Voorstraat 64) werd in april 2006 feestelijk geopend.
Het aantal leden nam weer toe en UMTC ging meer activiteiten aanbieden aan haar leden. In 2008 trad UMTC toe tot de Federatie Utrechtse Gezelligheidsverenigingen (FUG), in 2012 tot de Landelijke Kamer van Verenigingen (de LKvV) en de vereniging is sinds 2015 lid van de Federatie van Unitates en Bonden (FUB). 